# Politicamente Incorreto (telessérie)
Politicamente Incorreto é uma série de televisão brasileira, criada por Fabrício Bittar e pelo humorista Danilo Gentili, produzida pela Clube Filmes e protagonizada por Gentili. Baseada no espetáculo de stand-up comedy e livro de mesmo nome escrito e criado por Gentili, a série mostra a rotina de trabalho de um deputado federal no Congresso Nacional em Brasília, e satiriza todo o sistema político de corrupção. A série foi transmitida pelo canal a cabo FX Brasil de 15 de Setembro a 3 de Novembro de 2014. Em 23 de Junho de 2015, foi anunciado que a série não seria renovada para uma segunda temporada.

## Sinopse
A série foca no dia-a-dia do deputado federal Atílio Pereira, afiliado ao partido fictício PDU, e seus assessores em Brasília. A vida de Pereira vira de cabeça pra baixo quando descobrem que ele esteve envolvido em um escândalo de corrupção, porém, por conta de um mal entendido, Pereira acaba se saindo como o único inocente do caso e aproveita da situação para poder se candidatar a Presidência da República.

## Elenco
- Danilo Gentili: Atílio Pereira
- Paula Possani: Duda
- Sérgio Menezes: Kenji
- Kiko Vianello: Mário
- Letícia Fagnani: Juliana
- Rominho Braga: Gabriel
- Chris Couto: Luma Albuquerque
- José Dumont: Chagas
- Claudia Campolina: Renata
- Bruna Spinola: Fernanda
- Felipe Folgosi: Jefferson

## Produção e divulgação
De acordo com Gentili, a ideia de se criar a série partiu do diretor e também roteirista Fabrício Bittar, que estava interessado em fazer uma série de televisão. Tanto Gentili como Bittar também estavam trabalhando com o roteiro do filme Como Se Tornar o Pior Aluno da Escola, baseado no livro de mesmo nome escrito por Gentili, e Bittar deu a ideia de escrever e lançar antes uma série de TV.Gentili topou em realizar a série por sempre ter tido interesse em temas políticos, pelas experiências que teve como repórter no humorístico CQC, pelas piadas que sempre fez com a situação política brasileira, além de principalmente por quatro anos, ter apresentado o espetáculo de stand-up comedy Politicamente Incorreto.Gentili também constatou que o roteiro foi estruturado como se fosse um espetáculo de stand-up comedy e boa parte também contou com o improviso, já que não queriam contar com algo engessado.
Em Abril de 2014, foi anunciado que Gentili estaria negociando a exibição e produção da série com a Fox e o canal FX e no dia 27 de Maio, Gentili acabou assinando o contrato com a Fox. As filmagens tiveram início no dia 28 de Julho, sendo realizadas no Polo Cinematográfico de Paulínia, e ocorreram por cinco semanas.
Como estratégia de divulgação da série, Gentili confirmou que ela seria exibida no momento em que começaria o horário político na TV aberta e completou que o projeto em si seria uma provocação aos políticos em pleno ano eleitoral. O primeiro teaser foi exibido em 19 de Agosto, nos canais FX e Fox, em que mostra Atílio Pereira, personagem de Gentili, fazendo o seu primeiro pronunciamento político. O teaser foi exibido às 13h00, no mesmo horário da propaganda eleitoral nos canais abertos.No dia 11 de Setembro, o talk show apresentado por Gentili no SBT, The Noite, foi especialmente dedicado à divulgação da série, em que o apresentador encarnou o seu personagem Atílio Pereira e foi entrevistado pela jornalista Rachel Scheherazade. No dia 12 de Setembro, foi promovido e gravado um comício fictício do personagem de Gentili em frente ao Theatro Municipal de São Paulo.

## Repercussão

### Críticas
A série, principalmente o seu episódio de estréia, recebeu críticas mistas. De acordo com Maurício Stycer do UOL, a série parece ser mais politicamente primária do que incorreta e tem uma produção pobre e amadora, com roteiro simples e atuações fracas de atores com pouca experiência, destacando também a falta de traquejo do protagonista, por ter pouca experiência também como ator. Patrícia Kogut, de O Globo, diz que o primeiro episódio da série não prende a atenção, mais pelo telespectador talvez não achar graça no humor pueril do criador e protagonista da série. Kogut também criticou a qualidade da produção, dizendo que faltou sincronia ao som e a imagem, parecendo que a série fosse dublada.De acordo com Daniel Júnior do site Série Maníacos, a ideia da série é boa porém, o texto é engessado e não funcionou da mesma forma como no espetáculo de stand-up de Gentili. Ele também destaca a atuação canastrona do protagonista e o compara a Jim Carrey, em início de carreira, por conta das caras e bocas, além da produção não sofisticada.Paulo Serpa Antunes do site Teleséries, diz que Gentili se encontra bem em cena e o texto é bom e ao mesmo tempo ruim. Bom porque faz piadas com temas polêmicos, abrindo espaco para a improvisação, mas ruim porque flerta com a tradição do besteirol do humor brasileiro.Antunes também diz que o grande problema da série é que ela se baseia numa ideia quase primária de que nenhum político presta.Gabriel Vaquer do site Natelinha, diz que a premissa da série é boa, porém o grande problema é o roteiro que consta piadas pobres, sacadas fracas, momentos constrangedores e excesso de brincadeiras de cunho sexual. Vequer também destaca que como Gentili não conseguiu produzir uma série com um humor pseudo inteligente, partiu para piadas de duplo sentido, o que não funcionou, além de criticar a atuação do elenco, o classificando como sem destaque e sem brilho.

### Prêmios e indicações
Em 2014, Politicamente Incorreto foi indicado ao Prêmio APCA pela categoria "Melhor Programa de Humor", mas perdeu para o humorístico Tá No Ar da Rede Globo.

## Cancelamento
Apesar da boa audiência que obteve o primeiro episódio, sendo considerado a maior do FX em 2014 e uma das maiores apostas do canal, a série acabou não sendo renovada para uma segunda temporada e foi cancelada.

## Resumo
| Temporada | Temporada | Episódios | Data de exibição       | Data de exibição      | Lançamento do DVD |
| Temporada | Temporada | Episódios | Estréia                | Encerramento          | Brasil            |
| --------- | --------- | --------- | ---------------------- | --------------------- | ----------------- |
|           | 1         | 8         | 15 de Setembro de 2014 | 3 de Novembro de 2014 | —                 |

## Episódios
| No. | Título       | Dirigido por    | Escrito por                      | Data de exibição       |
| --- | ------------ | --------------- | -------------------------------- | ---------------------- |
| 1 | "Episódio 1" | Fabrício Bittar | Fabrício Bittar e Danilo Gentili | 15 de Setembro de 2014 |
| A normal rotina de trabalho de Atílio Pereira vira de cabeça para baixo quando descobrem que ele esteve envolvido em um escândalo de corrupção.                                                                          |              |                 |                                  |                        |
| 2 | "Episódio 2" | Fabrício Bittar | Fabrício Bittar e Danilo Gentili | 22 de Setembro de 2014 |
| Ao se decidir se candidatar à Presidência da República, Atílio deverá escolher um projeto para sua candidatura e apresentá-lo a um fórum.                                                                                |              |                 |                                  |                        |
| 3 | "Episódio 3" | Fabrício Bittar | Fabrício Bittar e Danilo Gentili | 29 de Setembro de 2014 |
| Ao escolher o seu projeto de lei, Atílio precisaria fazer uma campanha para receber votos necessários na Câmara dos Deputados, porém, Luma Albuquerque, a Ministra da Autoestima, acaba estragando todos os seus planos. |              |                 |                                  |                        |
| 4 | "Episódio 4" | Fabrício Bittar | Fabrício Bittar e Danilo Gentili | 6 de Outubro de 2014   |
| Atílio tem que cortar 50% dos gastos de seu gabinete para poder dar uma explicação a sua principal adversária, a Ministra Luma.                                                                                          |              |                 |                                  |                        |
| 5 | "Episódio 5" | Fabrício Bittar | Fabrício Bittar e Danilo Gentili | 13 de Outubro de 2014  |
| Inconformado com as acusações da Ministra Luma, Atílio resolve sabotar o seu projeto, o "Disk Autoestima". |              |                 |                                  |                        |
| 6 | "Episódio 6" | Fabrício Bittar | Fabrício Bittar e Danilo Gentili | 20 de Outubro de 2014  |
| Após ter um vídeo inapropriado divulgado na internet, Atílio é acusado de homofobia e é colocado a sua candidatura à Presidência em risco.                                                                               |              |                 |                                  |                        |
| 7 | "Episódio 7" | Fabrício Bittar | Fabrício Bittar e Danilo Gentili | 27 de Outubro de 2014  |
| Atílio e sua equipe começam a ir atrás de um programa e de um jingle para a campanha. |              |                 |                                  |                        |
| 8 | "Episódio 8" | Fabrício Bittar | Fabrício Bittar e Danilo Gentili | 3 de Novembro de 2014  |
| Duda e Atílio acordam seminus e algemados em um lugar misterioso. Apesar da ressaca, os dois precisam se lembrar de como foram parar alí.                                                                                |              |                 |                                  |                        |